# De Zwitserse familie Robinson
De Zwitserse Familie Robinson (originele titel Der Schweizerische Robinson) is een avonturenroman geschreven door de Zwitserse auteur Johann David Wyss. Het boek werd voor het eerst uitgegeven in 1812 door Wyss’ zoon Johann Rudolph Wyss, en is Wyss’ bekendste werk.

## Inhoud
Het boek draait om een familie bestaande uit moeder een vader en hun vier zonen; Frits, Ernest, Jack en Francis. De familie emigreert naar Australië, maar lijdt onderweg schipbreuk en belandt op een naar het schijnt onbewoond eiland.
Wat volgt is een reeks ontberingen waarbij de familie zich zo goed mogelijk staande probeert te houden op het eiland. Ze houden zich onder andere in leven met jacht en verzamelen van fruit. Na enige tegenslag lukt het de familie langzaam een bestaan op de bouwen. Op een dag ontdekt Frits op een nabijgelegen eiland een meisje genaamd Jenny, dat daar schipbreuk geleden heeft. Hij neemt haar mee terug en ze wordt opgenomen in de familie.
Jaren later wordt de groep eindelijk ontdekt en kunnen ze hun reis naar Australië vervolgen.

## Achtergrond
Johann David Wyss schreef het verhaal aanvankelijk om zijn eigen vier zonen meer te leren over familiewaardes, een goed huwelijk, het gebruik van de natuur om te overleven en op jezelf vertrouwen. Veel van de hoofdstukken bevatten een christelijke boodschap. In dat opzicht is het boek gelijk aan veel andere kinderboeken uit die tijd zoals Charlotte Turner Smiths Rural Walks: in Dialogues intended for the use of Young Persons (1795), Rambles Further: A continuation of Rural Walks (1796), A Natural History of Birds, intended chiefly for young persons (1807).
Het verhaal zelf is deels beïnvloed door het boek Robinson Crusoe. De achternaam van de familie, Robinson, is namelijk niet bedoeld als de werkelijke achternaam van de familie die in het boek centraal staat, maar als referentie naar het personage Robinson Crusoe. De titel moet dan ook worden opgevat als “een Zwitserse versie van Robinson Crusoe” in plaats van “een Zwitserse familie genaamd Robinson”. In veel bewerkingen voor televisie en film wordt de naam Robinson wel gebruikt als de achternaam van de familie.
Het boek is formeel niet helemaal correct. Zo bevat het eiland waar de familie verblijft een ongewoon grote diversiteit aan flora en fauna, waaronder flora die in werkelijkheid nooit samen op hetzelfde eiland kan bestaan zoals de rubberboom, kokosnootpalm en Myrica cerifera.

## Vervolgen
Johann David Wyss heeft voor zover bekend zelf nooit een vervolg geschreven op “De Zwitserse Familie Robinson”, maar andere auteurs wel:
- Willis the pilot: een vervolg over een andere familie van emigranten die op een eiland stranden. Dit boek wordt toegeschreven aan zowel Johann Wyss zelf als aan Johanna Spyri, auteur van Heidi.
- Seconde patrie: een boek door Jules Verne. Dit boek gaat verder waar Wyss' verhaal ophield.

## Bewerkingen

### Film
- Swiss Family Robinson (1940)
- The Swiss Family Robinson (1958)
- Swiss Family Robinson een Disneyfilm uit 1960
- The Swiss Family Robinson (1973)
- The Swiss Family Robinson (1973)
- The Swiss Family Robinson (1976)
- Mountain Family Robinson (1980)
- The New Swiss Family Robinson (1998)[2]
- The Adventures of Swiss Family Robinson (1998)
- Beverly Hills Family Robinson (1998)
- The New Swiss Family Robinson (1998)
- Stranded (2002)

### Televisie
- English Family Robinson (1957)
- Lost in Space (1965-68), een sciencefictionachtige bewerking van het boek.
- Swiss Family Robinson – Een Canadese televisieserie uit 1974
- Swiss Family Robinson - een Amerikaanse televisieserie uit 1975.
- Familie Robinson – een animeserie uit 1981.
- The Adventures of Swiss Family Robinson – een Nieuw-Zeelandse serie uit 1998.
- Lost in Space (2018), een nieuwe voorstelling van de serie uit 1965 met dezelfde naam.